# Башня Бисмарка (Мюльхайм-ан-дер-Рур)

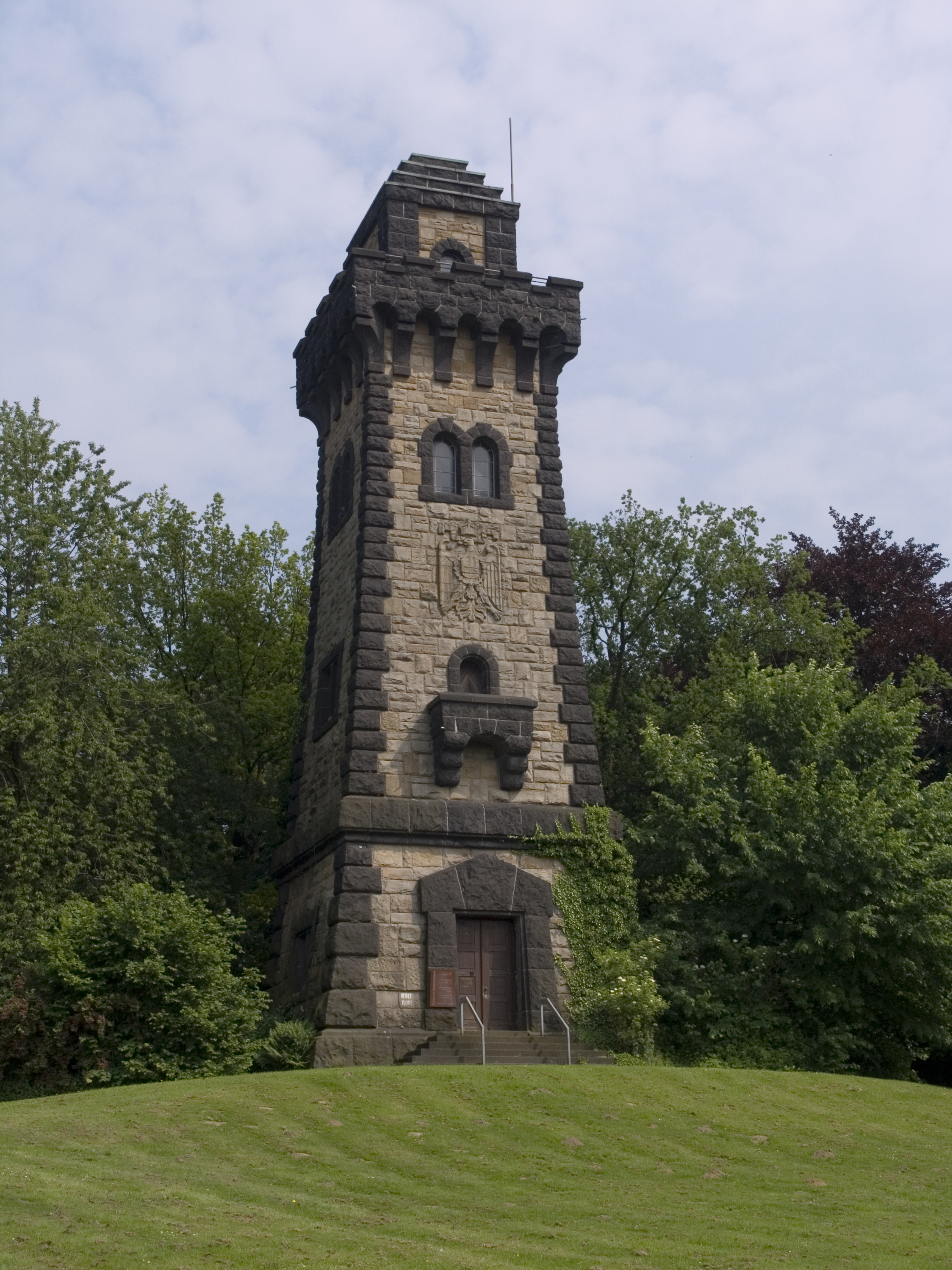
Башня Бисмарка

Башня Бисмарка (нем. Bismarckturm) — мемориальная башня высотой 26 м в немецком городе Мюльхайм-ан-дер-Рур (федеральная земля Северный Рейн — Вестфалия). Башня расположена на холме Каленберг на северном берегу реки Рур на высоте 70 м над уровнем моря .

## История
В 1898 году умер первый канцлер Германской империи Отто фон Бисмарк. Еще при жизни ему было поставлено множество памятников: в гражданских костюмах, в военной форме, в средневековых доспехах. В 1899 году Союз немецкого студенчества объявляет конкурс на создание мемориальных монументов в память о Бисмарке новых архитектурных форм. Конкурс выиграл проект архитектора Вильгельма Крайса «Сумерки богов» — башня с факелом Вечного огня. До 1911 года было построено 58 башен Бисмарка, из них 47 — по типовому проекту. Сооружались башни в основном на пожертвования частных лиц и благотворительных организаций.
В Мюльхайме, также как и в других городах, был объявлен сбор пожертвований на строительство башни Бисмарка, но собранных средств оказалось недостаточно. Поэтому строительство башни стало возможным только после того как требуемую сумму внес врач-офтальмолог Иоганн Герман Леонард (de:Johann Hermann Leonhard). Место для строительства выбрал племянник его жены Маргарет Штиннес (de:Margarete Stinnes) советник по коммерции Герхард Кюнен (de:Gerhard Küchen), он же контролировал ход строительных работ.
Строительство башни началось в 1908 году, а 1 апреля 1909 года — в день рождения Бисмарка — состоялось её торжественное открытие.
Башня использовалась для проведения различных торжественных мероприятий, а также как платная смотровая площадка.
В годы второй мировой войны башня использовалась для размещения зенитных орудий, а после войны вплоть до 1956 года служила в качестве передающей станции британской армии.
В 1970-е годы башню хотели снести и построить на её месте высотное здание, но в результате опроса общественного мнения среди жителей Мюльхайма выяснилось, что 94 % людей выступают против сноса башни. В 1988 году башню вновь открыли для посещений.